# 特雷斯肖普 (肯塔基州)
特雷斯肖普（英語：Tress Shop）是位於美國肯塔基州托德縣的一個非建制地區。

## 地理
特雷斯肖普所處的海拔為高於海平面207米（即679英呎），而該地所採用的時區為UTC-6，即北美中部時區（CST）。同時該地設有夏令時間，為UTC-6調快一小時，即UTC-5（CDT）。